# 25. август
25. август (25.08.) је 237. дан у години по грегоријанском календару (238. у преступној години). До краја године има још 128 дана.

## Догађаји
- 325 — У Никеји је завршен Први васељенски црквени сабор, који је сазвао римски цар Константин Велики. Никејски сабор осудио је различите јереси, посебно александријског свештеника Арија, успоставио доктрину о „светом тројству“ и реформисао Јулијански календар.
- 766 — Цар Константин V Копроним понизио је деветнаест високих званичника, након откривања завере против њега. Он кажњава вође, Константина Подопагоуроса и његовог брата Стратегиоса.
- 1248 — Холандски град Омен добија градска права и права на утврђења од Ота III, надбискупа у Утрехту.
- 1258 — Регент Ђорђије Моузалон и његова браћа убијени су током пуча под вођством аристократске фракције, отварајући пут свом лидеру, Михајлу VIII Палеологу, да у крајњој линији узурпира престол Никејског царства.
- 1270 — Краљ Француске Луј IX Свети умро је у Тунису док је трајао Осми крсташки рат.
- 1537 — Формирана је Почасна артиљеријска компанија, најстарији преостали пук у британској војсци, а други по старини.
- 1543 — Антонио Мота и неколико пратилаца постају први Европљани који посећују Јапан.
- 1580 — Рат сукцесије у Португалу: шпанска победа у Бици код Алкантара доводи до Иберијске уније.
- 1580 — Галилео Галилеј демонстрира свој први телескоп за венецијанске законодавце.
- 1530 — Португалске снаге поразила је Краљевина Канди у Бици код Ранденивела на Шри Ланки.
- 1758 — Седмогодишњи рат: Фридрих Велики поразио је руску војску у Бици код Цорндорфа.
- 1814 — Рат из 1812.: Други дан Пожар у Вашингтону, британске трупе отварају ватру на Конгресну библиотеку, Трезор Сједињених Држава, Министарство рата Сједињених држава и друге јавне зграде.
- 1823 — Амерички крзнар (трапер) Хуг Глас је открио гризли медведа док је био на експедицији у Јужној Дакоти.
- 1825 — Уругвај је прогласио независност од Бразила.
- 1825 — Почиње Белгијска револуција.
- 1839 — У Ужицу је основана гимназија.
- 1842 — У Крагујевцу су уставобранитељи предвођени Томом Вучићем Перишићем подигли буну сељака незадовољних повећањем пореза и оборили са власти кнеза Михаила Обреновића.
- 1875 — Капетан Метју Веб је постао први човек који је препливао канал Ламанш, пливајући из Довера, из Енглеске, у Калис, у Француској, за 21 сат и 45 минута.
- 1883 — Француска и Вијет Нам потписују Уговор о Хуангу, признајући француски протекторат над Анамом и Тонкином.
- 1894 — Китасато Шибасабуро открива инфективни агенс бубонске куге и објављује своје налазе у The Lancet.
- 1898 — Седам стотина грчких цивила, 17 британских стражара и британског конзула убила је турска мафија на Криту у Ираклиону, Грчка.
- 1814 — Први светски рат: Јапан је прогласио рат против Аустро-Угарске.
- 1814 — Први светског рат: Библиотеку Католичког универзитета у Лувену намерно уништава немачка војска. Хиљада незаменљивих књига у готици и ренесансних рукописа су изгубљене.
- 1816 — Створена је Служба Националних паркова Сједињених Држава.
- 1920 — Пољско-совјетски рат: Пољске снаге под командом Јозефа Пилсудског су успешно приморали Русе да се повуку од Варшаве у бици за Варшаву, одлучној бици Пољско-совјетског рата.
- 1921 — САД су потписале с пораженом Немачком мировни уговор, чиме је формално окончано ратно стање двеју држава у Првом светском рата.
- 1933 — Земљотрес у Диеки у области Мао, Сичуан, Кина, погинуло 9.000 људи.
- 1939 — Уједињено Краљевство и Пољска формирају војни савез у којем Велика Британија обећава да ће бранити Пољску у случају инвазије од стране стране власти.
- 1940 — Британско ратно ваздухопловство је у Другом светском рату бацило прве бомбе на Берлин. До завршетка рата 1945. на Берлин је пало око 80.000 тона савезничких бомби.
- 1942 — Други светски рат: други дан битке код источних Соломона; конвој јапанског поморског саобраћаја који се креће према Гуадалканалу повлачи се под савезничким ваздушним нападом.
- 1944 — Снаге Слободне Француске и Покрета отпора су ослободиле Париз у Другом светском рату.
- 1945 — Десет дана након завршетка Другог светског рата са Јапаном најављујући своју предају, наоружане присталице Кинеске комунистичке партије убили су америчког обавештајног официра Џона Бирха, који је по неким америчким правницима сматран за прву жртву хладног рата.
- 1948 — Одбор Представничког дома за антиамеричке активности одржао прво слање телевизијског извештаја: "Дан конфронтације" између Витакер Чемберса и Алгера Хиса.
- 1950 — Председник САД Хари Труман је нареди америчкој војсци да преузме контролу над националном железницом како би се спречио штрајк.
- 1961 — Председник Бразила Жанио Квардос је после само седам месеци на том положају неочекивано поднео оставку, наводећи као разлог неидентификоване „окултне снаге“.
- 1964 — Кенет Каунда је постао први председник Замбије.
- 1965 — Снежна лавина која се сручила с глечера у швајцарским Алпима затрпала је 108 људи.
- 1967 — Џорџа Линколна Роквела, оснивача америчке нацистичке партије, убио је бивши припадник његове групе.
- 1972 — Кина је први пут употребила вето у Савету безбедности УН и успротивила се пријему Бангладеша у светску организацију.
- 1980 — Зимбабве се придружи Уједињеним нацијама.
- 1981 — Амерички васионски брод без људске посаде „Војаџер 2“ имао је свој најближи прилаз Сатурну.
- 1989 — После 12 година и шест милијарди пређених километара, „Војаџер 2“ доспео је до планете Нептун, претпоследњој планети у Соларном систему у то доба, и њеном сателиту Тритон и послао на Земљу снимке тих небеских тела.
- 1991 — Белорусија је добила независност од Совјетског Савеза.
- 1991 — Почела је Битка за Вуковар.
- 1991 — Линус Торвалдс је објавио прву верзију оног што ће постати Линукс.
- 1992 — Почиње "Операција Смолућа" од стране Војске Републике Српске
- 1997 — Егон Кренз, бивши вођа источне Њемачке, осуђен је због политике убистава на Берлинском зиду.
- 1999 — На основу тајне оптужнице Хашког трибунала за злочине против човечности, у Бечу је ухапшен начелник Генералштаба Војске Републике Српске генерал-пуковник Момир Талић. Ухапшен је у сали у којој је у току био семинар о војној доктрини.
- 2001 — Мете-Марит Тјесем Хојби, самохрана мајка и бивша келнерица, удала се у Ослу за норвешког престолонаследника, принца Хакона.
- 2001 — Америчка певачица Алиах и неколико чланова њене издавачке куће су погинули у авиону који је пао непосредно након полетања са аеродрома Марш Харбоур, Бахами.
- 2006 — Бивши премијер Украјине Павло Лазаренко осуђен је на девет година затвора због прања новца, преваре и изнуде.
- 2012 — „Војаџер 1“, свемирски брод, ушао је у међузвездани простор и постао први предмет произведен од стране човека који је то учинио.
- 2017 — Ураган Харви настао у Тексасу представљао је моћан ураган 4. категорије, најјачи ураган у Сједињеним Америчким Државама почев од 2004. године. У наредних неколико дана олуја је изазивала катастрофалне поплаве у великом делу источног Тексаса, убивши 106 људи и изазивајући 125 милијарди долара штете.

## Рођења
- 1530 — Иван IV Грозни, руски цар. (прем. 1584)
- 1707 — Луис I од Шпаније, краљ Шпаније. (прем. 1724)
- 1744 — Јохан Готфрид фон Хердер, немачки писац, филозоф и протестантски теолог. (прем. 1803)
- 1786 — Лудвиг Аугуст од Вителсбаха, баварски краљ. (прем. 1868)
- 1819 — Алан Пинкертон, амерички детектив шкотског порекла. (прем. 1884)
- 1918 — Леонард Бернстајн, амерички композитор, диригент, аутор, предавач музике и пијаниста. (прем. 1990)
- 1927 — Михал Бабинка, словачки књижевник из некадашње Југославије. (прем. 1974)[1]
- 1928 — Херберт Кремер, немачко-амерички физичар, добитник Нобелове награде за физику (2000). (прем. 2024)
- 1930 — Шон Конери, шкотски глумац. (прем. 2020)[2]
- 1930 — Александар Младеновић, српски лингвиста. (прем. 2010)
- 1933 — Том Скерит, амерички глумац.
- 1933 — Вејн Шортер, амерички џез музичар (саксофониста) и композитор. (прем. 2023)
- 1942 — Ђурђија Цветић, српска глумица. (прем. 2015)
- 1946 — Бранко Цвејић, српски глумац. (прем. 2022)
- 1949 — Салиф Кеита, малијски музичар.
- 1949 — Џин Симонс, амерички музичар, музички продуцент, предузетник, глумац и писац, најпознатији као суоснивач, басиста и певач групе .
- 1949 — Џон Севиџ, амерички глумац.
- 1951 — Роб Халфорд, енглески музичар, најпознатији као певач групе .
- 1955 — Бранислав Лечић, српски глумац и политичар.
- 1958 — Тим Бертон, амерички редитељ, продуцент, сценариста, концептуални уметник, писац и аниматор.
- 1961 — Били Реј Сајрус, амерички музичар и глумац.
- 1970 — Клаудија Шифер, немачка манекенка, глумица и модна дизајнерка.
- 1970 — Роберт Ори, амерички кошаркаш.
- 1972 — Џо Рајт, енглески редитељ.
- 1974 — Бојан Костреш, српски политичар.
- 1985 — Радмила Манојловић, српска певачица.
- 1987 — Блејк Лајвли, америчка глумица.
- 1987 — Ејми Макдоналд, шкотска музичарка.
- 1987 — Владимир Штимац, српски кошаркаш.
- 1989 — Кајл Кјурик, америчко-словачки кошаркаш.
- 1989 — Никола Малешевић, српски кошаркаш.
- 1989 — Кевин Џоунс, амерички кошаркаш.
- 1998 — Чајна Ен Маклејн, америчка глумица и певачица.

## Смрти
- 383 — Грацијан, римски цар. (рођ. 359)
- 1270 — Луј IX, француски краљ. (рођ. 1214)[3]
- 1822 — Вилхелм Хершел, немачко-британски астроном и композитор. (рођ. 1738)
- 1867 — Мајкл Фарадеј, енглески физичар и хемичар. (рођ. 1791)
- 1908 — Анри Бекерел, француски физичар. (рођ. 1852)
- 1925 — Франц Конрад фон Хецендорф, аустроугарски генерал и начелник генералштаба. (рођ. 1852)
- 1900 — Фридрих Ниче, немачки филозоф. (рођ. 1844)
- 1984 — Труман Капоте, амерички књижевник, сценариста и драматург. (рођ. 1924)[4]
- 2000 — Иван Стамболић, бивши председник Председништва Социјалистичке Републике Србије. (рођ. 1936)
- 2005 — Давор Бобић, српски репер (рођ. 1977)
- 2012 — Нил Армстронг, први човек који је ступио на тло Месеца. (рођ. 1930)
- 2016 — Џејмс Кронин, амерички физичар, добитник Нобелове награде за физику. (рођ. 1931)
- 2018 — Џон Макејн, амерички политичар и сенатор (рођ. 1936)
- 2021 — Милан Гутовић, српски глумац

## Празници и дани сећања
- 1718 — Француски исељеници у Америци, у Луизијани су основали град Њу Орлеанс, по француском војводи од Орлеана.
- 1825 — Уругвај је објавио независност од Шпаније.